# 강석정
강석정(姜石定, 1979년 7월 11일 ~ )은 대한민국의 모델이자 배우이다.

## 학력
- 청주대학교 공연영상학과 98학번 (졸업)

## 드라마
- 2007년 MBC 아침 일일연속극 《내 곁에 있어》
- 2007년 SBS 저녁 일일연속극 《그 여자가 무서워》 ... 한철수 역
- 2008년 MBC 아침 일일연속극 《흔들리지마》
- 2008년 MBC 저녁 주말연속극 《천하일색 박정금》 ... 김 형사 역
- 2008년 MBC 아침 일일연속극 《하얀 거짓말》 ... 차민재 역
- 2012년 tvN 아침 일일연속극 《노란 복수초》 ... 김태일 역
- 2013년 SBS 아침 일일연속극 《당신의 여자》 ... 황재열 역
- 2013년 tvN 판타컬 드라마 《환상거탑》 ... 바텐더 역
- 2014년 OCN 10부작 일요 미니시리즈 《귀신 보는 형사 처용》 ... 임동철 역
- 2018년 MBC 저녁 일일연속극 《비밀과 거짓말》 ... 장성민 역
- 2019년 MBC 아침 일일연속극 《모두 다 쿵따리》 ... 문장수 역
- 2020년 MBC 저녁 일일연속극 《찬란한 내 인생》 ... 유정우 역
- 2022년 MBC 저녁 일일연속극 《비밀의 집》 ... 형사 역
- 2023년 MBC 저녁 일일연속극 《하늘의 인연》 ... 배덕호 역
- 2025년 MBC 저녁 일일연속극 《태양을 삼킨 여자》 ... 민지섭 역

### 영화
- 2007년 《서영의 스파이》

## 수상 및 후보
| 연도 | 시상식       | 부문                             | 작품           | 결과 |
| ---- | ------------ | -------------------------------- | -------------- | ---- |
| 2019 | MBC 연기대상 | 일일/주말 드라마 남자 우수연기상 | 모두 다 쿵따리 | 후보 |